# 毛六锥虫
毛六锥虫（学名：Hexaconus ciliatus）为六盾虫科六锥虫属的动物。分布于俾斯麦群岛、大西洋、那波利湾，包括中国东海等海域。